# 顯亞口魚
顯亞口魚（學名：Catostomus insignis）為輻鰭魚綱鯉形目亞口魚科的其中一種，為溫帶淡水魚，分布於北美洲美國新墨西哥州與亞歷桑那州的吉拉河、比爾威廉斯河及墨西哥索諾拉州北部淡水流域，體呈圓柱形，頭大口，下位成吸盤狀，背部褐色，腹部黃色，背鰭呈方形，體長可達80公分，體重可達2公斤，棲息在岩石底質的溪流、深潭，夜行性，以甲殼類、無脊椎動物、有機碎屑為食，繁殖期在冬末至隔年夏初。 